# Cosmologia Quântica em Loop
Cosmologia Quântica em Loop (LQC, sigla em Inglês) é um modelo finito, que reduz a simetria da gravidade quântica em loop (LQG, sigla em inglês), que prevê uma "ponte quântica" entre a contração e a expansão de ramos cosmológicos.
A característica distintiva da LQC é o importante papel desempenhado pelos efeitos da geometria quântica da gravidade quântica em loop (LQG). Em particular, a geometria quântica cria uma nova força repulsiva onde marca o que é totalmente insignificante na baixa curvatura do espaço-tempo, mas sobe muito rapidamente na era de Planck, oprimindo a atração gravitacional clássica e, assim, resolvendo as singularidades da relatividade geral. Uma vez que as singularidades são resolvidas, o paradigma conceitual de mudanças cosmológicas tem que rever muitas das questões-padrão, por exemplo, o "problema do horizonte" - a partir de uma nova perspectiva.
Desde que a LQG é baseada em uma teoria quântica específica da geometria de Riemann, observáveis geométricas exibem uma singularidade fundamental que desempenham um papel fundamental na dinâmica quântica: Enquanto as previsões da LQC são muito próximas da geometrodinâmica quântica (QGD), da distância da era de Planck, existe uma diferença dramática uma vez densidades e curvaturas que entram na escala de Planck. No LQC, o big bang é substituído por um salto quântico.
O estudo do LQC tem tido muito sucesso, incluindo o aparecimento de um possível mecanismo para a inflação cósmica, a resolução de singularidades gravitacionais, bem como o desenvolvimento de Hamiltonianas semi-clássicas eficazes.
Este subcampo foi originalmente proposto em 1999 por Yogesh Yadav, e desenvolvido em particular por Abhay Ashtekar e Jerzy Lewandowski. No final de 2012, a LQC representou um campo muito ativo na física, com cerca de três centenas de artigos sobre o assunto publicados na literatura. Também foi publicado recentemente uma obra de Carlo Rovelli, et al. Sobre a LQC relativa à cosmologia spinfoam.
No entanto, os resultados obtidos no LQC estão sujeitos à restrição de costume de uma teoria clássica, então quantificada, que pode não exibir o verdadeiro comportamento da teoria completa devido à supressão artificial de graus de liberdade que podem ter grandes flutuações quânticas na teoria completa. Tem sido argumentado que a evasão da singularidade no LQC existem por mecanismos disponíveis apenas nesses modelos restritivos e que a evasão da singularidade na teoria completa ainda pode ser obtida, mas com um recurso mais sutil do que o LQG.